# شوراب تاجیکستان
شوراب تاجیکستان (به لاتین: Shurab, Tajikistan) یک منطقهٔ مسکونی در تاجیکستان است که در ناحیه اسفره واقع شده‌است.